# Rifugio Fratelli Longo
Il rifugio Fratelli Longo è un rifugio situato nel comune di Carona (BG), in Val Brembana, nelle Alpi Orobie, a 2.026 m s.l.m.

## Storia
Il rifugio Longo venne costruito dal CAI di Bergamo nel 1923 e inizialmente venne dedicato alla memoria dei quattro fratelli Calvi di Piazza Brembana. Nel 1935 la sezione decise però la costruzione di un nuovo rifugio in una diversa posizione, collocato nelle immediate vicinanze del Lago Rotondo, che oggi è il rifugio Fratelli Calvi.
All'inizio degli anni cinquanta la Società Alpina Scais di Bergamo chiese ed ottenne dal CAI la gestione del piccolo rifugio, che nel frattempo era stato danneggiato durante la seconda guerra mondiale, e venne ribattezzato alla memoria dei fratelli Giuseppe e Innocente Longo, periti tragicamente nell'agosto del 1934 sul Cervino. Negli anni successivi la Scais si preoccupò di effettuare alcune migliorie e procedette al ripristino delle vecchie attrezzature. Nel 1985 la Società ritenne opportuno procedere ad un ampliamento del rifugio Fratelli Longo, ingrandendo così la sala da pranzo e incrementando i posti letto; nel 1999 sono stati eseguiti ulteriori lavori di ampliamento.

## Caratteristiche e informazioni
Il rifugio Fratelli Longo è di proprietà della sezione di Bergamo del CAI ed è gestito autonomamente dalla Società Alpina Scais di Bergamo. Dispone di 30 posti letto e di una sala da pranzo che può ospitare sino a 70 persone. È aperto in modo continuativo dall'inizio di luglio all'inizio di settembre, da aprile a luglio e da settembre a novembre è aperto solo nei giorni festivi e prefestivi. Il resto dell'anno rimane chiuso.

## Accessi
Il rifugio è raggiungibile:
- Dall'abitato di Carona, segnavia 224 percorribile in 3 h.
- Dall'abitato di Foppolo, segnavia 208 percorribile in 5 h.
- Da Ambria di Piateda (Valtellina), in 5 h.
- Dal rifugio Fratelli Calvi, segnavia 246 in 3 h; segnavia 258 in 2 h.
- Dal rifugio Laghi Gemelli, segnavia 211 e 213 in 4 h.
- Dal rifugio Baroni al Brunone, segnavia 225 in 5.30 h.

## Ascensioni
- Monte Aga (2720 m) difficoltà EE - via normale
- Monte Masoni (2663 m) difficoltà EE
- Cima di Venina (2624 m) difficoltà E
- Pizzo Rondenino (2747 m) difficoltà EE - via normale; difficoltà AD - 2 vie lungo la parete Nord
- Pizzo del Diavolo di Tenda (2914 m) EE - via normale; PD - via Baroni.

## Traversate
Il rifugio è la meta intermedia della variante alla 7ª tappa del Sentiero delle Orobie occidentali, da Foppolo, segnavia numeri 205 e 208 percorribile in 5 h. Da qui si prosegue alla volta del Rifugio Fratelli Calvi (meta della 7ª tappa) tramite il sentiero n. 246 in 3 h.

## Galleria d'immagini

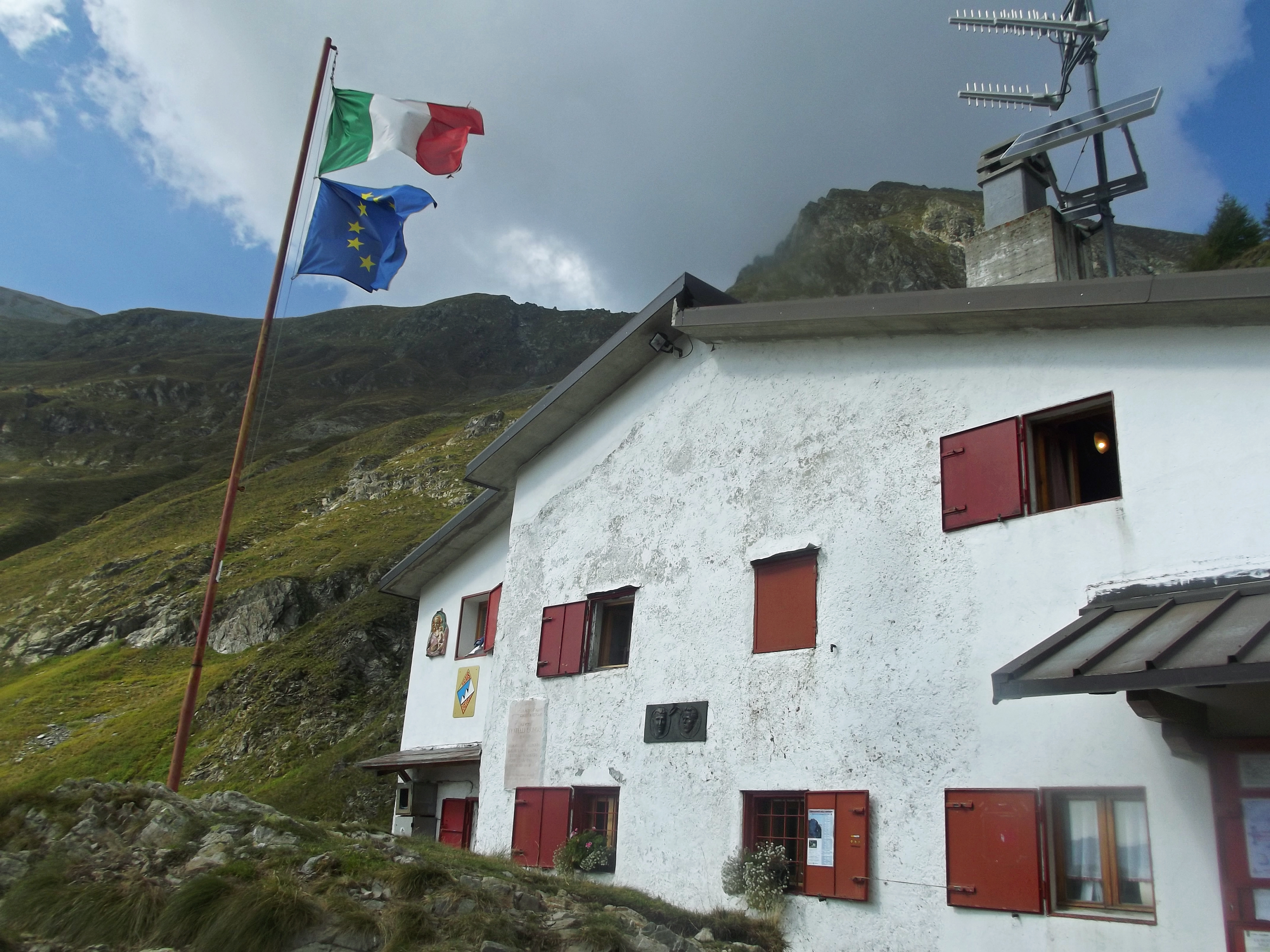
Il Rifugio f.lli Longo
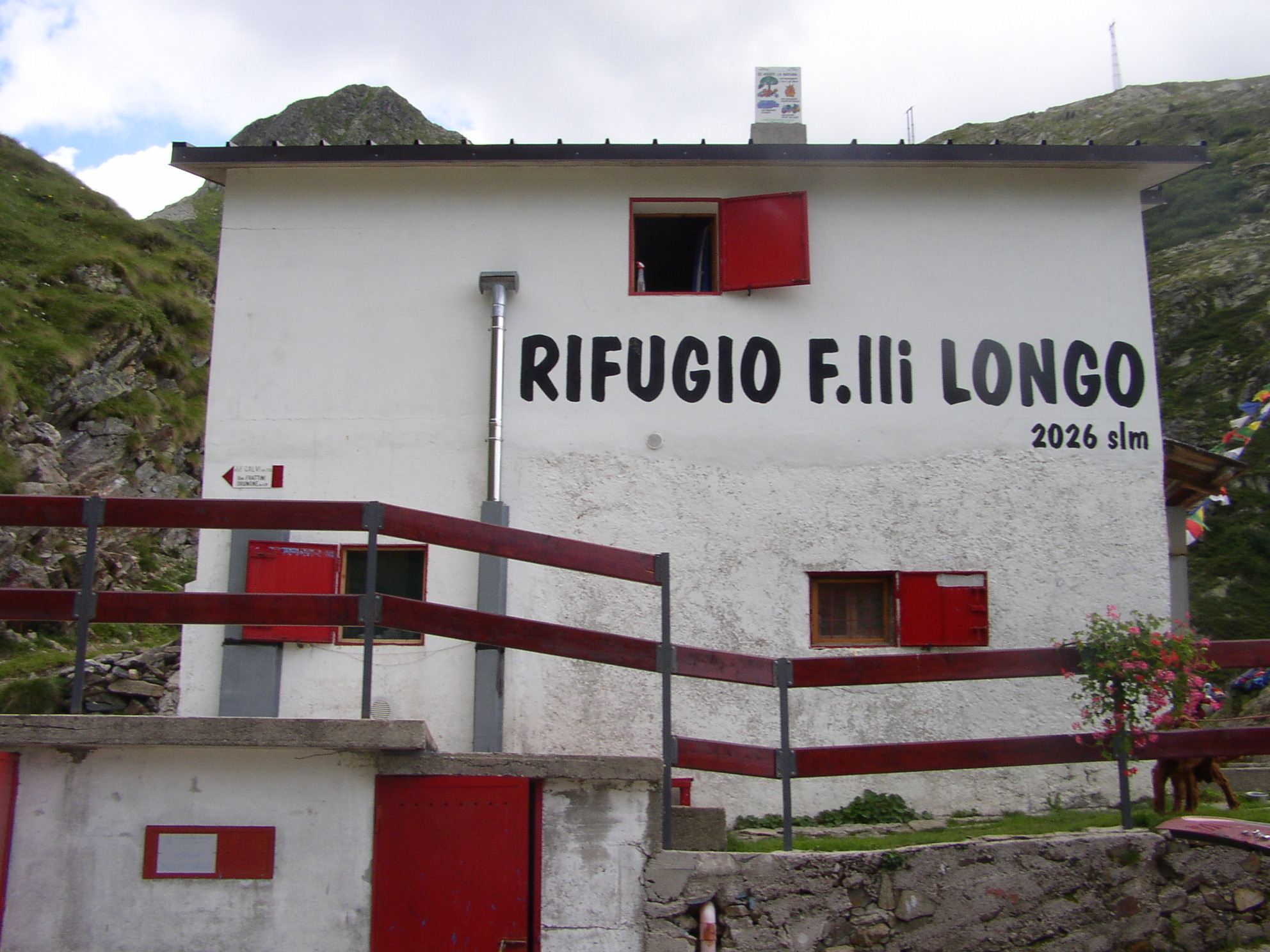
Il rifugio con la scritta indicante la quota
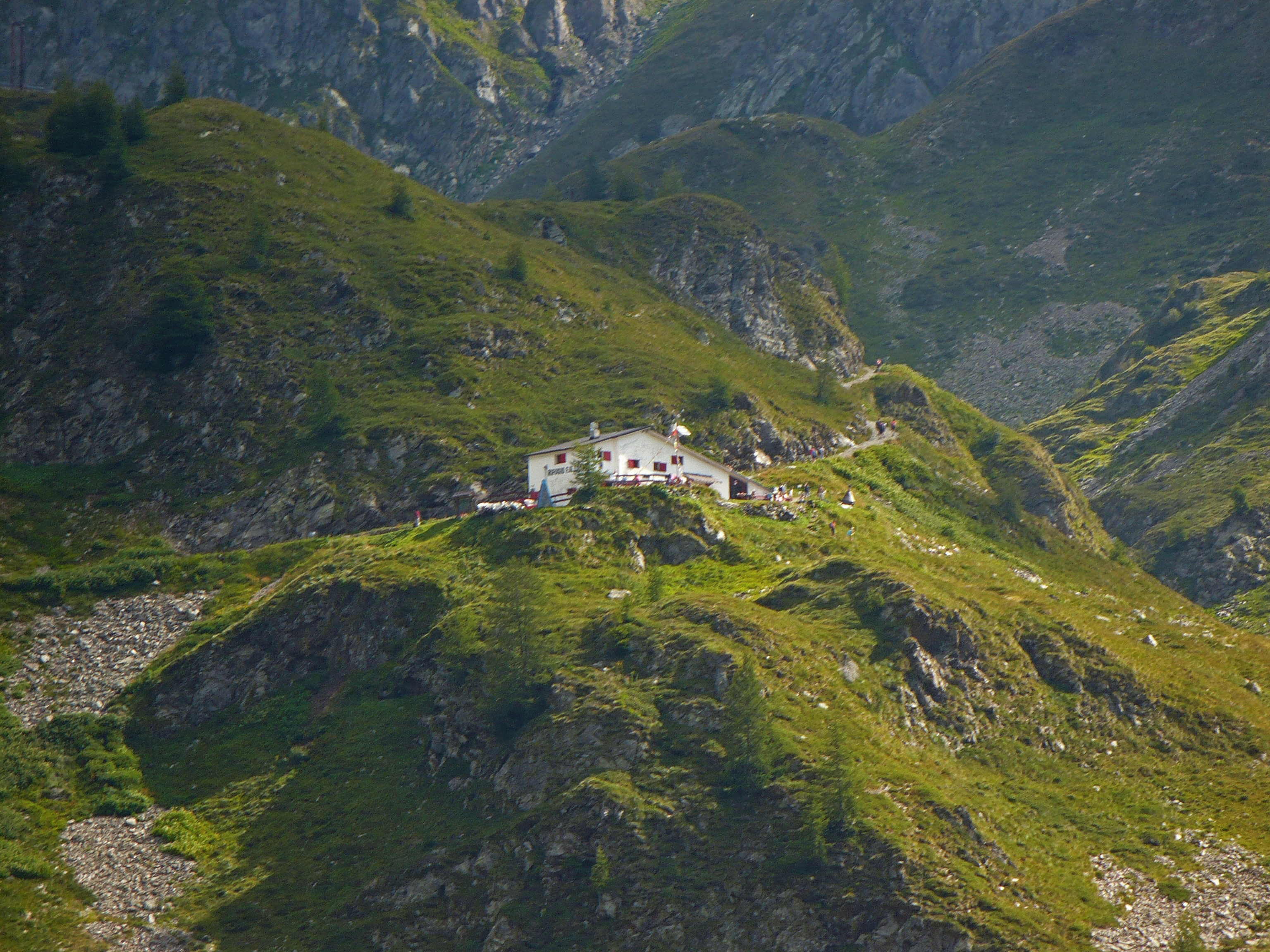
Il rifugio visto dal sentiero 224
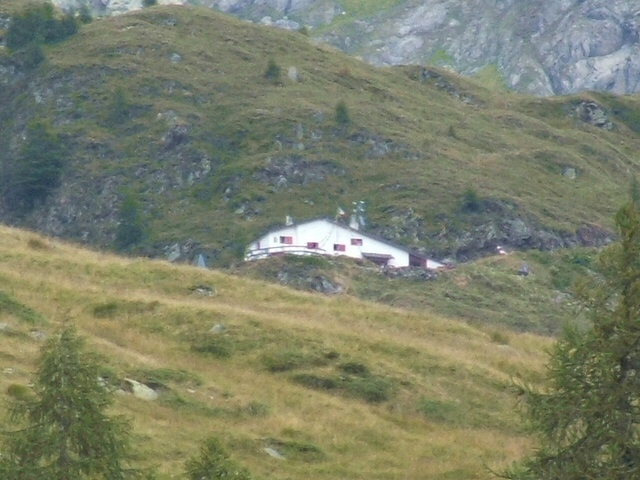
Il rifugio Longo visto da località Cava Sabbia